# Fernando Solís León
Fernando Solís León (1866 - 1913) fue un hacendado henequenero y político mexicano, nacido y fallecido en Mérida, Yucatán. Fue gobernador interino del estado de Yucatán en 1913 en los momentos previos a la rebelión huertista, después de la Decena trágica, cuando fueron depuestos y asesinados Francisco I. Madero y José María Pino Suárez, presidente y vicepresidente de México, respectivamente.

## Datos históricos
El 22 de febrero de 1913, fue depuesto y asesinado el presidente Francisco I. Madero por órdenes el usurpador Victoriano Huerta. El 13 de enero de ese año el gobernador de Yucatán Nicolás Cámara Vales había solicitado licencia al Congreso de Yucatán para viajar a la Ciudad de México. En su lugar fue designado interino, hasta el 28 de febrero del mismo año, Fernando Solís quien ya no volvió a entregar el poder a Cámara Vales, ya que sobrevino la Decena Trágica y este último salió exiliado al extranjero. El 28 de febrero asumió la gubernatura en Yucatán Arcadio Escobedo, el primer gobernador de la época de la usurpación huertista.
El de Solís León fue pues un mandato sumamente breve caracterizado solo por la inquietud y la tensión política y social en el estado creada por el asesinato del presidente Madero y del vicepresidente Pino Suárez, amigo y correligionario de Fernando Solís León